# Comuna de Piecki
Piecki (polaco: Gmina Piecki) é uma gminy (comuna) na Polónia, na voivodia de Vármia-Masúria e no condado de Mrągowski. A sede do condado é a cidade de Piecki.
De acordo com os censos de 2007, a comuna tem 7805 habitantes, com uma densidade 24,8 hab/km².

## Área
Estende-se por uma área de 314,59 km², incluindo:
- área agricola: 29%
- área florestal: 51%

## Demografia
Dados de 30 de Junho 2004:
|                      | Total   | Total | Mulheres | Mulheres | Homens  | Homens |
| -------------------- | ------- | ----- | -------- | -------- | ------- | ------ |
|                      | pessoas | %     | pessoas  | %        | pessoas | %      |
| População            | 7765    | 100   | 3890     | 50,1     | 3875    | 49,9   |
| Densidade (pop./km²) | 24,7    | 100   | 12,4     | 12,4     | 12,3    | 12,3   |

De acordo com dados de 2002, o rendimento médio per capita ascendia a 1464,01 zł.

## Comunas vizinhas
- Dźwierzuty, Mikołajki, Mrągowo, Ruciane-Nida, Sorkwity, Świętajno